# Баккари, Эдуардо
Эдуардо Баккари (итал. Eduardo Baccari; 17 августа 1871, Беневенто — 2 апреля 1952, Рим) — итальянский военный врач и государственный деятель; губернатор колонии Итальянская Киренаика с 1 октября по 1 декабря 1922 года.

## Биография
Эдуардо Баккари родился 17 августа 1871 года в городе Беневенто (Кампания); учился на медицинском факультете Неаполитанского университета, получив степень в области хирургии в местной университетской клинике. В 1894 году поступил на службу в Королевскую итальянскую армию, получив звание лейтенанта медицинской службы; через два года поступил на Королевский итальянский флот в качестве врача 2-го класса морского военно-медицинского корпуса. Между 1905 и 1908 годами находился на службе в Риме, работая в инспекции военно-морского флота.
В период с 1 октября по 1 декабря 1922 года, при министре колоний министр колоний Джованни Амендоле, Баккари состоял губернатором колонии Итальянская Киренаика — сменил на посту губернатора юриста Луиджи Пинтора. С приходом к власти в Италии фашистского режима Бенито Муссолини, Баккари был отстранён от должности. Он оставил свой пост и покинул общественную жизнь, проживая в Риме. Умер 11 июня 1952 года (по другим данным — 2 апреля 1952) в городе Рим.

## Работы
- La colonia Eritrea nel sentimento e negli interessi italiani, in atti Atti del Congresso Coloniale Italiano in Asmara (Settembre-Ottobre 1905) a cura di Carlo Rossetti, Tipografia dell’Unione Cooperativa Editrice, Roma, 1906.
- Il Congo // Rivista Marittima, 1908.